# Mandy Musgrave
Amanda Marie Musgrave, más conocida como Mandy Musgrave, (Orlando, Florida, 19 de septiembre de 1986) es una actriz y cantante estadounidense. Saltó a la fama como Ashley Davies, la chica rica, rebelde y desenfrenada de buen corazón que enamoró a Spencer Carlin en la ficción South of Nowhere. También interpretó a Chelsea Benson en la fserie de TV Days of Our Lives y participó como invitada en los shows de TV CSI: Las Vegas y The King of Queens.

## Biografía
Mandy Moo, como la llaman sus allegados, nació el 19 de septiembre de 1986, en Orlando, Florida. Sus padres se divorciaron cuando ella tenía tan solo dos años y ambos volvieron a casarse cuando ella tenía cuatro años de edad. Actualmente mantiene una estrecha relación con ambos. Tiene dos hermanas: una gemela llamada Jamie y una mayor, Brianna. Se graduó en la escuela secundaria en 2004.
Mandy siempre ha sentido una inmensa pasión al actuar pero nunca lo tomó en serio como posible carrera a seguir hasta la escuela secundaria, donde se unió al club de drama. Empezó a cantar en la iglesia con su madre, quien es cantante/compositora de una banda de Folk/Rock cristiano en Orlando llamada ChriStill. La primera vez que cantó con su madre en la iglesia recibió una gran ovación.
Habiendo decidido a trabajar como actriz y siguiendo los pasos de su abuela, la actriz Rosita Thompson, decidió irse a vivir sola a Los Ángeles a la temprana edad de 17 años e intentar triunfar en el mundo artístico para probarse a sí misma, para devolverle todo el apoyo a su familia, especialmente a su madre quien siempre creyó en ella, y para todos aquellos que no creyeron que tendría éxito.
Hoy en día no solo se consagró como actriz, donde ya obtuvo varias nominaciones e incluso ganó un premio, sino que también demuestra sus privilegiados dotes vocales.
En cuanto a su vida amorosa ha tenido varios romances, algunos con hombres pertenecientes a la farándula como el actor Kellan Lutz, pero actualmente se encuentra en pareja con Evan Matthew Cohen, compañero suyo en South of Nowhere con el que se casó el 18 de mayo de 2011.

## Carrera
Comenzó en la multipremiada serie Days of Our Lives y, mientras tanto, realizaba papeles secundarios en series como The King of Queens y CSI: Las Vegas, hasta que participó en el casting de South of Nowhere, donde si bien intentó audicionar para el papel de Spencer Carlin, representado por su amiga y colega Gabrielle Christian, obtuvo el papel de la conflictiva Ashley Davies. Su papel en la serie, que trata temas controversiales como la homosexualidad, la discriminación racial y el abandono de los padres (entre otros), es el de una adolescente de 16 años rebelde y bisexual. Su rol ha sido muy cuestionado y aclamado a la vez, ya que en él debe interpretar escenas lésbicas con su amiga y compañera de show Gabrielle.

## Vida personal
Actualmente reside en Burbank, California, donde vive en un departamento con su mascota André.

## Filmografía
- South of Nowhere (2005 - 2008 ) Serie de TV --- Ashley Davies
- CSI: Crime Scene Investigation (capítulo 04x04 2005) Serie de TV --- Jackie
- The King of Queens (capítulos 07x12 y 07x14 2005) Serie de TV --- Suzie
- Days of Our Lives (2004-2005) Serie de TV --- Chelsea Benson
- Girltrash (2007) Web Serie --- Misty
- Alabama Action Squad (2006) Corto --- chica en la piscina
- This Old Rock - Larry Dean's (2006) Videoclip --- chica
- Ladylike - Marisa Lauren (2006) Videoclip --- amiga
- Duck Farm Nro 13 (2007) Película
- 16 to Life (2009)  Película
- 90210 (2010) --- Alexa

## Premios y nominaciones
- Media Awards 2007 donde fue nominada y ganó en el rol de mejor artista de reparto dramático.